# Classe ATC N07
La classe ATC N07, dénommée « Autres médicaments en relation avec le système nerveux », est un sous-groupe thérapeutique de la classification anatomique, thérapeutique et chimique, développée par l'OMS pour classer les médicaments et autres produits médicaux. La classe ATC vétérinaire correspondante dans la classification ATCvet est QN07. Le sous-groupe présenté ici est celui établi par l'OMS, et peut donc différer des versions dérivées utilisées dans certains pays. Il fait partie du groupe anatomique N de la classification, intitulé « Système nerveux ».

## N07AParasympathicomimétiques

### N07AA Anticholinestérases
N07AA01 Néostigmine
N07AA02 Pyridostigmine
N07AA03 Distigmine
N07AA30 Ambénonium
N07AA51 Néostigmine, associations

### N07AB Esters de la choline
N07AB01 Carbachol
N07AB02 Béthanéchol

### N07AX Autres parasympathicomimétiques
N07AX01 Pilocarpine
N07AX02 Alfoscérate de choline
N07AX03 Céviméline

## N07B Médicaments utilisés dans des troubles d'addiction

### N07BA Médicaments utilisés en cas de dépendance à lanicotine
N07BA01 Nicotine
N07BA03 Varénicline
N07BA04 Cytisine

### N07BB Médicaments utilisés en cas dedépendance à l'alcool
N07BB01 Disulfirame
N07BB02 Calcium carbimide
N07BB03 Acamprosate
N07BB04 Naltrexone
N07BB05 Nalméfène

### N07BC Médicaments utilisés en cas de dépendance aux opiacés
N07BC01 Buprénorphine
N07BC02 Méthadone
N07BC03 Lévacétylméthadol
N07BC04 Lofexidine
N07BC05 Lévométhadone
N07BC06 Diamorphine
N07BC51 Buprénorphine, associations

## N07C Préparations antivertige

### N07CA Préparations antivertige
N07CA01 Bétahistine
N07CA02 Cinnarizine
N07CA03 Flunarizine
N07CA04 Acétylleucine
N07CA52 Cinnarizine, associations

## N07X Autres médicaments du système nerveux

### N07XAGangliosideset dérivés des gangliosides
Vide.

### N07XX Autres médicaments du système nerveux
N07XX01 Tirilazad
N07XX02 Riluzole
N07XX03 Xaliproden
N07XX04 Acide hydroxybutyrique
N07XX05 Amifampridine
N07XX06 Tétrabénazine
N07XX07 Fampridine
N07XX08 Tafamidis
N07XX09 Fumarate de diméthyl
N07XX10 Laquinimod
N07XX11 Pitolisant
N07XX59 Dextrométhorphane, associations